# Muntanyes Anaimalai
Les Muntanyes Anaimalai (Muntanyes de l'Elefant, tamilஆனைமலை) és una serralada de muntanyes dels Ghats Occidentals, a Tamil Nadu i Kerala, Índia. La serralada se situa entre 10° 13′ i 10° 31′ nord i 76° 52′ i 77° 23′ est, amb el punt central a 10° 22′ N, 77° 07.5′ E / 10.367°N,77.1250°E. Els Anaimalai són la part sud dels Ghats Occidentals i es troben al sud del lloc on la cadena muntanyosa es trenca pel Palghat Gap, al sud de les muntanes Nilgiri; són el punt de trobada entre els Ghats Occidentals i el Ghats Orientals. Tenen al sud-est les muntanyes Cardamon i a l'est les muntanyes Palni.
El cim més alt és el Anamudi de 2695 metres al districte d'Idukki a Kerala, i és també el més alt de l'Índia exclosos els del Himalaia. Altres cims són el Tangachi, (2525 m.), Kathu Malai, (2.604); Kumarikal (2.542) i Karrinkola, (2.629). Els rius principals són el Khundali, Torakadavu i Konalar, els dos darrers es troben al peu del Pal Malau i continuen com Torakadavu després d'un salt en cascada de 300 metres fins que s'uneix al Ponai.
El lloc podria ser declarat Patrimoni de la Humanitat per la seva bellesa paisatgística i la seva riquesa animal. Hi abunda la fusta de teca, el vengi (pterocarpus marsupium), la fusta negra (dalbergia latifolia), i el bambú. Elefants, bisons, sambhars i ibex hi són freqüents. No tenen població humana excepte alguns llogarets de les tribus dels kaders (els "senyors de les muntanyes", que són excel·lents guies) i dels malassers, i visites dels puliyars i els maravars, tots casadors. Hi ha alguns dolmens d'època prehistòrica.
Segons es diu, foren explorats pel capital Michael el 1851; formaren part del districte de Coimbatore a la Presidència de Madras i de l'estat de Travancore.

## Referència
- Imperial Gazeeteer of India